# السيد عبد العال (عزبة)
عزبة السيد عبد العال، عزبة تابعة لقرية شباس الملح، التابعة لمركز دسوق، التابع لمحافظة كفر الشيخ في جمهورية مصر العربية.